# Scherenasseln
Als Scherenasseln (Tanaidacea) wird eine Ordnung asselartiger Krebstiere bezeichnet, die weltweit mit etwa 940 Arten in 224 Gattungen meist im Bodengrund des Litorals der Meere, aber auch in der Tiefsee und im Süßwasser leben.
Die Tiere haben einen zylinderförmigen gegliederten Körper. Ein Carapax bedeckt die beiden ersten Segmente des Thorax. Am ersten Beinpaar sitzen Scheren. Ein Teil der weiteren Beinpaare dient dem Filtrieren der Nahrung aus dem Wasser. Augen sitzen auf Stielen oder sind nicht vorhanden.
Sie sind meist klein und erreichen nur 1 bis 2 Millimeter Länge. Die größten Arten werden 20 Millimeter lang. 